# Слейтер (Міссурі)
Слейтер (англ. Slater) — місто (англ. city) в США, в окрузі Салін штату Міссурі. Населення — 1834 особи (2020).

## Географія
Слейтер розташований за координатами 39°13′24″ пн. ш. 93°3′55″ зх. д. / 39.22333° пн. ш. 93.06528° зх. д. (39.223279, -93.065347).  За даними Бюро перепису населення США в 2010 році місто мало площу 3,73 км², з яких 3,73 км² — суходіл та 0,00 км² — водойми.

## Демографія
Згідно з переписом 2010 року, у місті мешкало 1856 осіб у 785 домогосподарствах у складі 469 родин. Густота населення становила 497 осіб/км².  Було 1003 помешкання (269/км²).
Расовий склад населення:
| - 90,1 % — білих - 6,4 % — чорних або афроамериканців - 0,4 % — азіатів - 0,2 % — корінних американців - 1,2 % — осіб інших рас |

До двох чи більше рас належало 1,8 %. Частка іспаномовних становила 2,6 % від усіх жителів.
За віковим діапазоном населення розподілялося таким чином: 23,2 % — особи молодші 18 років, 56,6 % — особи у віці 18—64 років, 20,2 % — особи у віці 65 років та старші. Медіана віку мешканця становила 43,0 року. На 100 осіб жіночої статі у місті припадало 97,0 чоловіків;  на 100 жінок у віці від 18 років та старших — 91,7 чоловіків також старших 18 років.
Середній дохід на одне домашнє господарство  становив 39 373 долари США (медіана — 37 500), а середній дохід на одну сім'ю — 45 889 доларів (медіана — 39 557). За межею бідності перебувало 17,7 % осіб, у тому числі 23,9 % дітей у віці до 18 років та 18,4 % осіб у віці 65 років та старших.
Цивільне працевлаштоване населення становило 891 осіб. Основні галузі зайнятості: освіта, охорона здоров'я та соціальна допомога — 26,0 %, виробництво — 24,0 %, публічна адміністрація — 10,4 %, роздрібна торгівля — 8,9 %.